# 천북면 (보령시)
천북면(川北面)은 대한민국 충청남도 보령시에 속한 면이다.

## 개요
천북면은 서해안고속도로 나들목이 있어 교통이 편리하고, 대천해수욕장, 무창포해수욕장 및 안면도와도 인접하고 있는 곳이다.
천북 굴축제가 매년 진행되어 유명하며, 싱싱한 각종 해산물로 유명한 곳이다.

## 법정리
- 궁포리
- 낙동리 (빙도)
- 사호리
- 신덕리
- 신죽리
- 장은리
- 하만리
- 학성리